# Кускус (кулинария)
Куску́с (бербер. ⵙⴻⴽⵙⵓ, араб. كسكس‎) — крупа из твёрдой пшеницы, получаемая путём скатывания манной крупы в частички размером 1—2 мм. Традиционное магрибское и берберское блюдо.

## Распространение
Кускус известен по письменным источникам с XIII века; это один из основных продуктов питания в Магрибе: в Алжире, Тунисе, Ливии и на севере Марокко. Менее распространён в других частях Африки, во Франции, в сицилийской провинции Трапани (фрегола), в Израиле и некоторых регионах Ближнего Востока.
После репатриации евреев из стран Магриба в 1940-х и 1950-х годах в Израиле получил распространение аналог кускуса — «птитим» (ивр. פתיתים‎), который отличается крупным размером зёрен (наподобие ризони).

## Кускус как крупа
Крупа кускус производится из более мелкой манной крупы, гораздо реже — из других злаков. Манная крупа сбрызгивается водой, затем из полученной массы формируются крупинки, которые потом обсыпаются сухой манкой или мукой, после чего просеиваются. Слишком маленькие крупинки, проходящие через сито, снова обсыпаются манкой и так далее.
Традиционно кускус готовили женщины, но поскольку приготовление кускуса — очень трудоёмкий процесс, то теперь производство кускуса механизировано.

## Кускус как блюдо
Блюдо, именуемое «кускус», традиционно готовится на пару́ и подаётся вместе с тушёным мясом и (или) тушёными овощами. Классический вариант — приправить готовый кускус соком лимона и украсить листьями свежей мяты. Распространённые разновидности:
- Кускус с мясом (преимущественно бараниной и ягнятиной) распространён вдали от средиземноморского берега.
- В прибрежных областях Магриба и на острове Джерба готовят кускус с рыбой и морепродуктами.
- Встречается кускус с приправами, например, с куркумой (в этом случае крупа получает жёлтый цвет).
- Распространён вегетарианский кускус с овощами. Сладкий кускус с виноградом, сухофруктами, орехами называется месфуф.

## Полуготовый кускус
В продаже есть также пакетированная крупа — пропаренный и высушенный кускус. Для приготовления полуфабрикат достаточно залить кипятком и плотно накрыть крышкой на 5 минут. Быстрота приготовления выгодно отличает такой кускус от рисовых и макаронных изделий.

## Схожие блюда
- Булгур
- Тархоня
- Фрегула